# 波羅的海交易所
波羅的海交易所（英語：Baltic Exchange），是世界上唯一一所独立海运市场的实物和衍生合同的交易和结算信息来源，有550个成员（包括世界上主要的航运公司）。
2016年8月22日，新加坡交易所以0.87億英鎊(1.14億美元)現金收購波羅的海交易所。